# ヴァハプ・セチェル
ヴァハプ・セチェル (トルコ語: Vahap Seçer、1963年10月5日 -) は、トルコの政治家、実業家。トルコ大国民議会議員2期を経て、メルスィン大都市自治体市長

## 来歴
1963年10月5日、メルスィンのタルスス地区のアラブ人のアレヴィ家に父ファフリッティン、母ネスリンのもとに生まれる。その後、チュクロヴァ大学農学部動物科学科を卒業した。
子供の頃、靴職人の見習いとして仕事を始める。 1987年に『Seçer Tarım ve Yağ Sanayi AŞ』を設立。セチェルは若くして政界に入り、民主左派党と共和人民党の地区組織の委員長や県および地区の理事などを務めた。
農業、工業、貿易分野で活動する企業の取締役会のメンバー及び会長を務めた。また、タルスス商工会議所、タルスス産業家およびビジネスマン協会、農業技術者会議所、タルスス電力組合財団の理事会議長を務めた。トルコ大国民議会第23期及び第24期に（2007年から2015年）、メルスィン選挙区から選出されている。
2019年のメルスィン大都市自治体市長選に共和人民党から立候補し、2019年3月31日に当選した。
既婚者であり、子供は2人。